# 阿部正明
阿部 正明（あべ まさあきら）は、江戸時代前期の旗本。忍藩主阿部正能の二男。老中阿部忠秋の義孫にあたる。はじめ正貞（まささだ）、正方（まさかた）と名乗った。
明暦元年（1655年）、阿部正能（当時は忍藩主阿部忠秋の養嗣子にして大多喜藩主）の二男として生まれる。寛文12年（1672年）12月8日、将軍徳川家綱にはじめて御目見する。
延宝5年（1677年）7月4日、父の隠居と兄正武の家督相続にあたり、阿部家所領から上総国夷隅郡（旧大多喜藩領）のうち5000石を分与され寄合に列する。延宝8年（1680年）8月晦日、中奥小姓となり、延宝9年（1681年）7月6日には小姓組番頭に昇進する。同年12月27日、従五位下・志摩守に叙任された。天和2年（1682年）4月21日、上野国新田・山田郡、および下野国安蘇郡のうち1000石加増され、合計6000石を知行する。貞享2年（1685年）10月3日に書院番頭、元禄8年（1695年）2月21日、大番頭を務め、正徳5年（1715年）3月11日には側衆となった。
享保4年（1719年）9月16日、病死した。享年65。実子が早世したため、甥（正武の子）の正府を養嗣子に迎え家督を継がせた。